# Figaflor
|  | Per a altres significats, vegeu «Bacora (desambiguació)». |

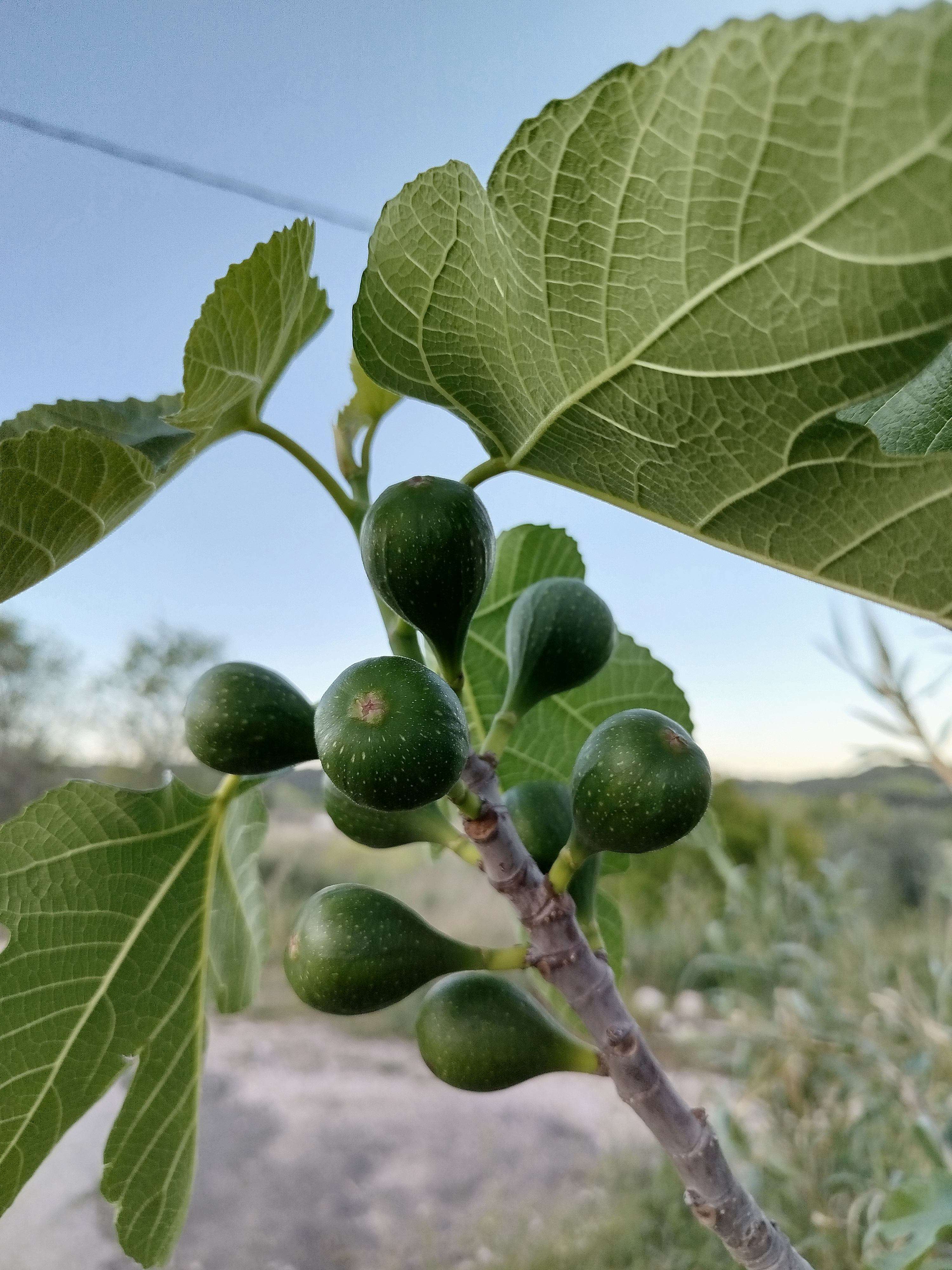
Figaflors encara en primerenca fase de maduració.

La figaflor o bacora és el fruit primerenc que fan algunes varietats de la figuera, per la fi de juny o a la primeria de juliol, segons com ve la calor. Generalment és més grossa i més basta que no pas les del setembre, no és tan dolça i té forma de pera i diferents colors, segons la varietat.
Aquesta fruita té un elevat contingut en aigua i hidrats de carboni en forma de glucosa, fructosa i sacarosa, per la qual cosa el seu valor en calories és molt elevat. També és rica en fibra, minerals com el potassi, el magnesi, el calci i vitamines.
La figaflor és coneguda de l'antiguitat ençà i ja formava part de les diverses cultures de la conca mediterrània des del temps dels faraons. En la cultura grega era considerada com un menjar, el predilecte de Plató, i l'aliment recomanat per Galè als participants dels Jocs Olímpics.

## Noms en català
Al Principat i a les comarques de Castelló conviu figa de flor, sobretot, amb figaflor; a les Illes Balears i al Rosselló és majoritària figaflor; a les comarques valencianes i a les alacantines predomina bacora, encara que, segons l'ALDC, s'hi senten altres variants com figuesflors (Benifairó de les Valls), figaflor (Algímia d'Alfara, el Puig de Santa Maria, Vilamarxant, Tàrbena, la Torre de les Maçanes, l'Alcúdia), figa de flor (València, Picassent, Casinos) o figa de bacora (Altea).